# 潘科希望教堂

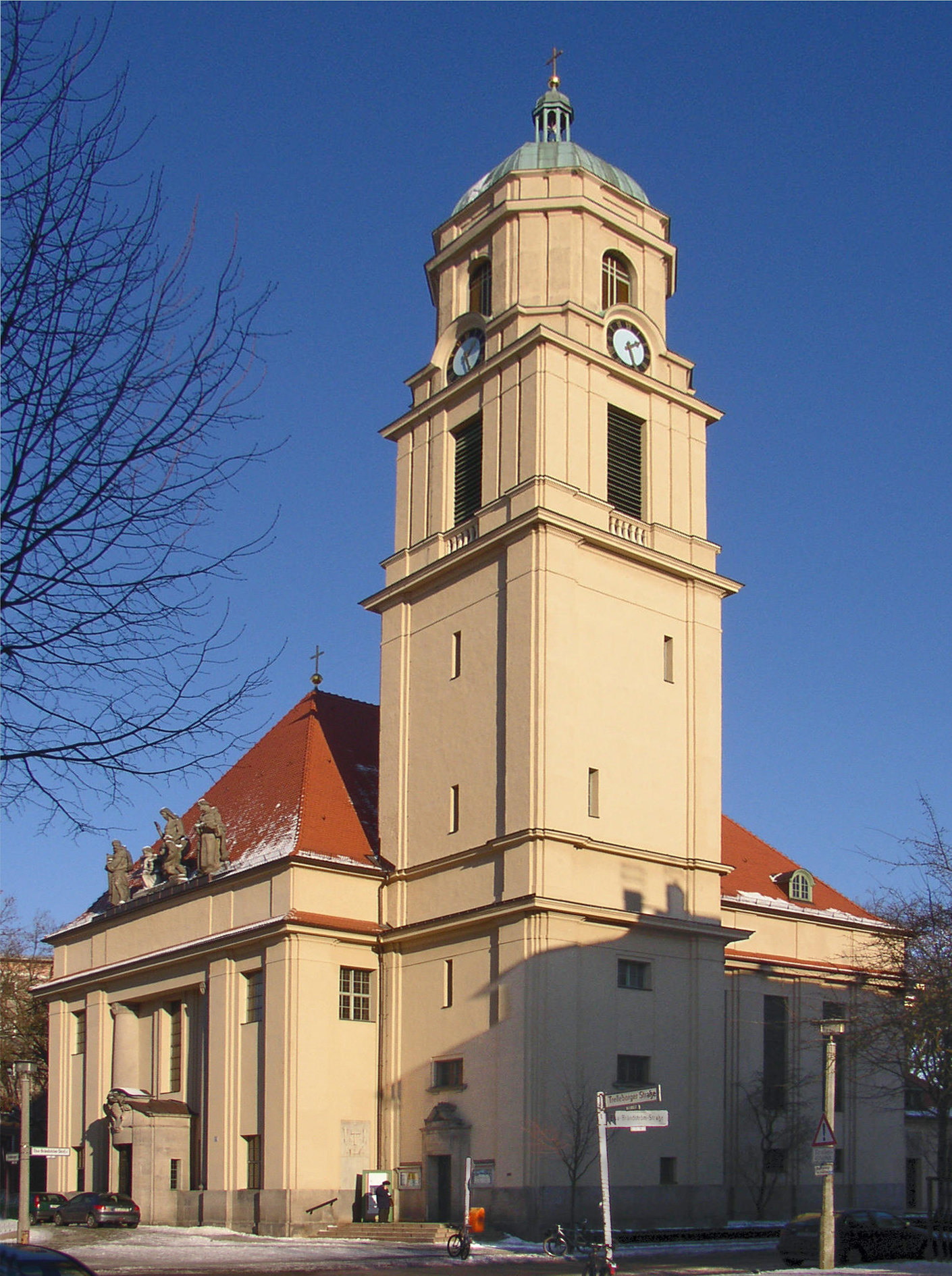
潘科希望教堂

潘科希望教堂（Hoffnungskirche）是柏林的一座新教教堂，位于潘科区埃尔萨布兰德施特勒姆大街33–36号，特雷勒伯格大街66号，是柏林最重要的晚期新艺术运动风格的宗教建筑物之一。 

## 建筑
这座教堂建于1912年到1913年，设计者是建筑师Walter Koeppen。教堂的平面是一个等边十字形，有一个圆顶。其空间艺术旨在使社区紧密联系。
塔楼的设计是基于波茨坦驻军教堂。它不同于当时柏林传统的砖砌新哥特式教堂，采用了新艺术运动风格。 
室内的风格和色彩与众不同。颜色极为鲜艳，而以紫色为主，与月光的颜色形成反差；教堂内部为丁香色，粉色，灰泥色，浅灰色。有许多精致的绘画，蓝色的墙壁点缀着星空。
自从2003年，希望教堂成为德国文物保护基金会的“基督教历史”图像文件中20世纪的代表。